# Нижняя Ровенка
Нижняя Ровенка — деревня в Горшеченском районе Курской области России. Входит в состав Нижнеборковского сельсовета.

## География
Деревня находится в восточной части Курской области, в лесостепной зоне, в пределах юго-западной части Среднерусской возвышенности, на берегах реки Ровенка, на расстоянии примерно 9 километров (по прямой) к югу от посёлка городского типа Горшечное, административного центра района.
Часовой пояс
Деревня Нижняя Ровенка, как и вся Курская область, находится в часовой зоне МСК (московское время). Смещение применяемого времени относительно UTC составляет +3:00.

## Население
| 2002 | 2010 |
| ---- | ---- |
| 63   | ↘30  |

Гендерный состав
По данным Всероссийской переписи населения 2010 года в гендерной структуре населения мужчины составляли 43,3 %, женщины — соответственно 56,7 %.
Национальный состав
Согласно результатам переписи 2002 года, в национальной структуре населения русские составляли 98 % из 63 чел.

## Улицы
Уличная сеть деревни состоит из двух улиц.